# Pidaconomus
Pidaconomus is een geslacht van weekdieren uit de klasse van de Gastropoda (slakken).

## Soort
- Pidaconomus hybrida Haase & Bouchet, 1998